# Museo Regional de Rancagua
Museo Regional de Rancagua es el principal museo público de la Región del Libertador Bernardo O'Higgins, ubicado en dos antiguas casonas coloniales en el Paseo del Estado de la ciudad de Rancagua, Chile: la Casa del Ochavo y la Casa del Pilar de Esquina, también llamada Casa del Pilar de Piedra. Ambas casas fueron declaradas Monumento Nacional en 1980.

## Casa del Ochavo

### Historia

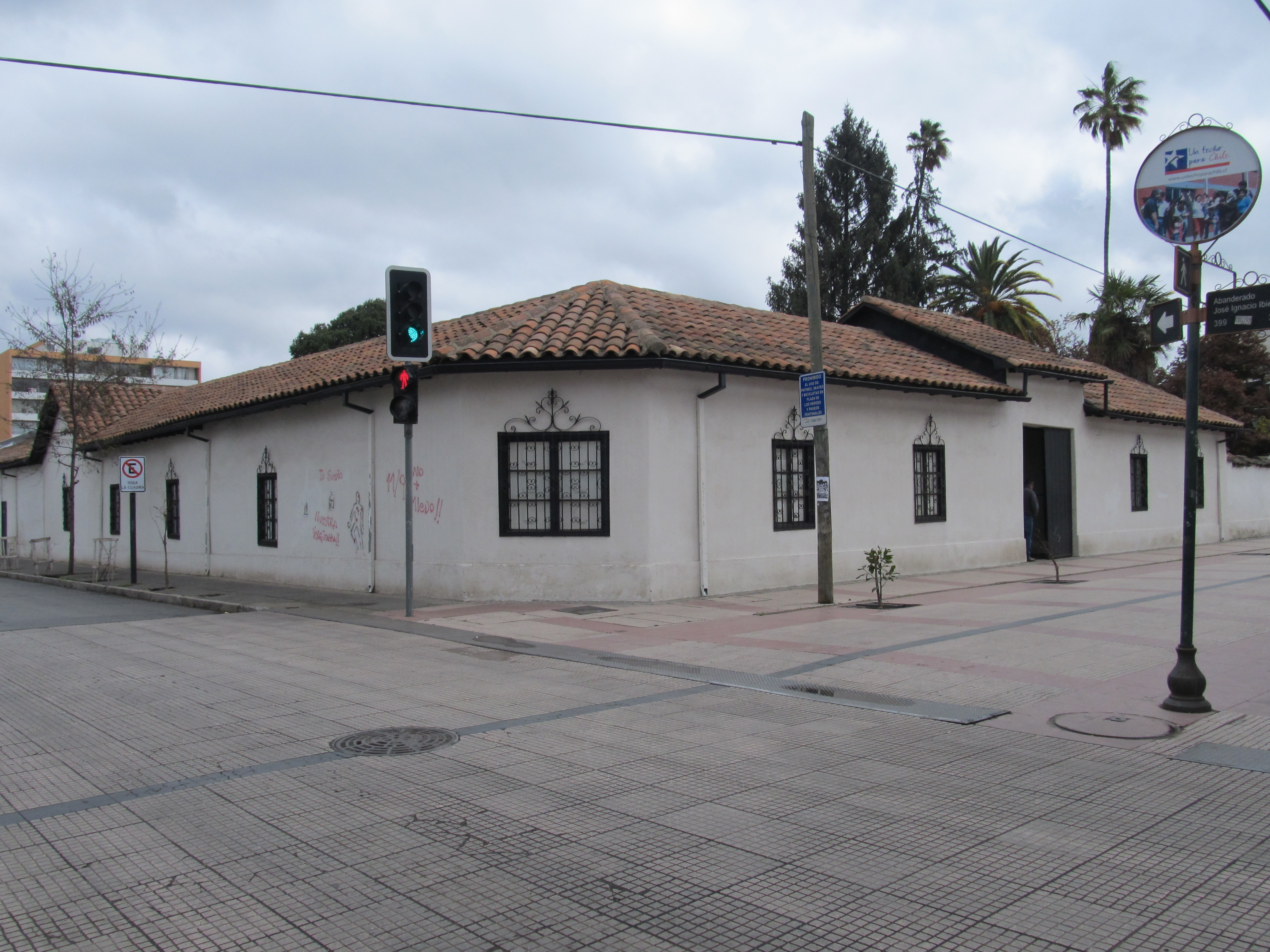
Casa del Ochavo.

Se ignora la fecha exacta de su construcción, y su primer dominio data de 1797, año en que un vecino de Rancagua de apellido Rodríguez la vende a don Francisco Baeza. Distintos miembros de la familia Baeza fueron los propietarios que durante mayor cantidad de tiempo habitaron esta casa. 
Entre 1967 y 1968 la Municipalidad de Rancagua la adquirió a la sucesión de doña Cristina Yuraszeck, última propietaria que nunca instaló luz eléctrica y la mantuvo amueblada como en la época colonial. Cuando el municipio compró el inmueble, también lo restauró, destinándolo en 1970 a cobijar al
Museo de Rancagua, aunque fue en 1978 cuando se trasladó definitivamente a este lugar, ambientando las colecciones en las diferentes habitaciones. Durante la década de 1990, se construyó el segundo patio de esta casa, siguiendo su forma original, obra del arquitecto Fernando Gutiérrez.

### Estilo arquitectónico
Su estilo es representativo de la arquitectura colonial urbana del siglo XVIII. Como la mayoría de las casas del período colonial, esta tiene la esquina ochavada, ya que de ese modo los coches con caballos que se utilizaban en la época, al doblar no pasaban a llevar los muros de adobe. Cuenta con una superficie original construida de 667,75 m², y una ampliación de 355 m², lo que da un total de 1.022,5 m² de edificación.
La característica constructiva principal de la propiedad es su primer y único piso asentado sobre fundaciones de piedra bolón, con muros estructurales de 11 x 7 dm de espesor; tabiques de madera con relleno de adobe parado y entablados revocados con barro; armadura de techumbre y pilares en corredores. Su cubierta está protegida con tejas de arcilla hechas a mano; sus pisos interiores son de tabla y ladrillo, y sus corredores exteriores de baldosín.

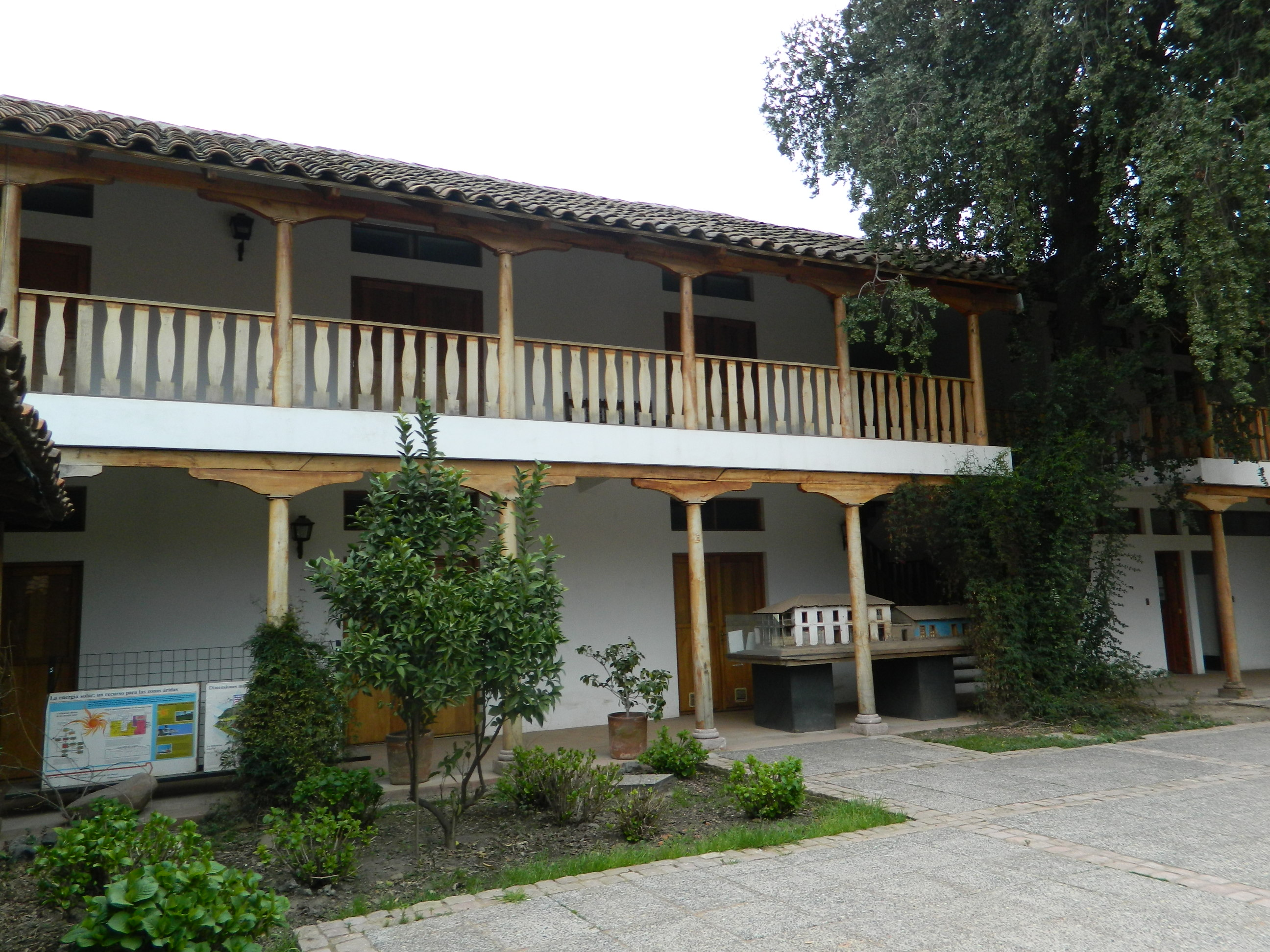
Corredores de la casa.
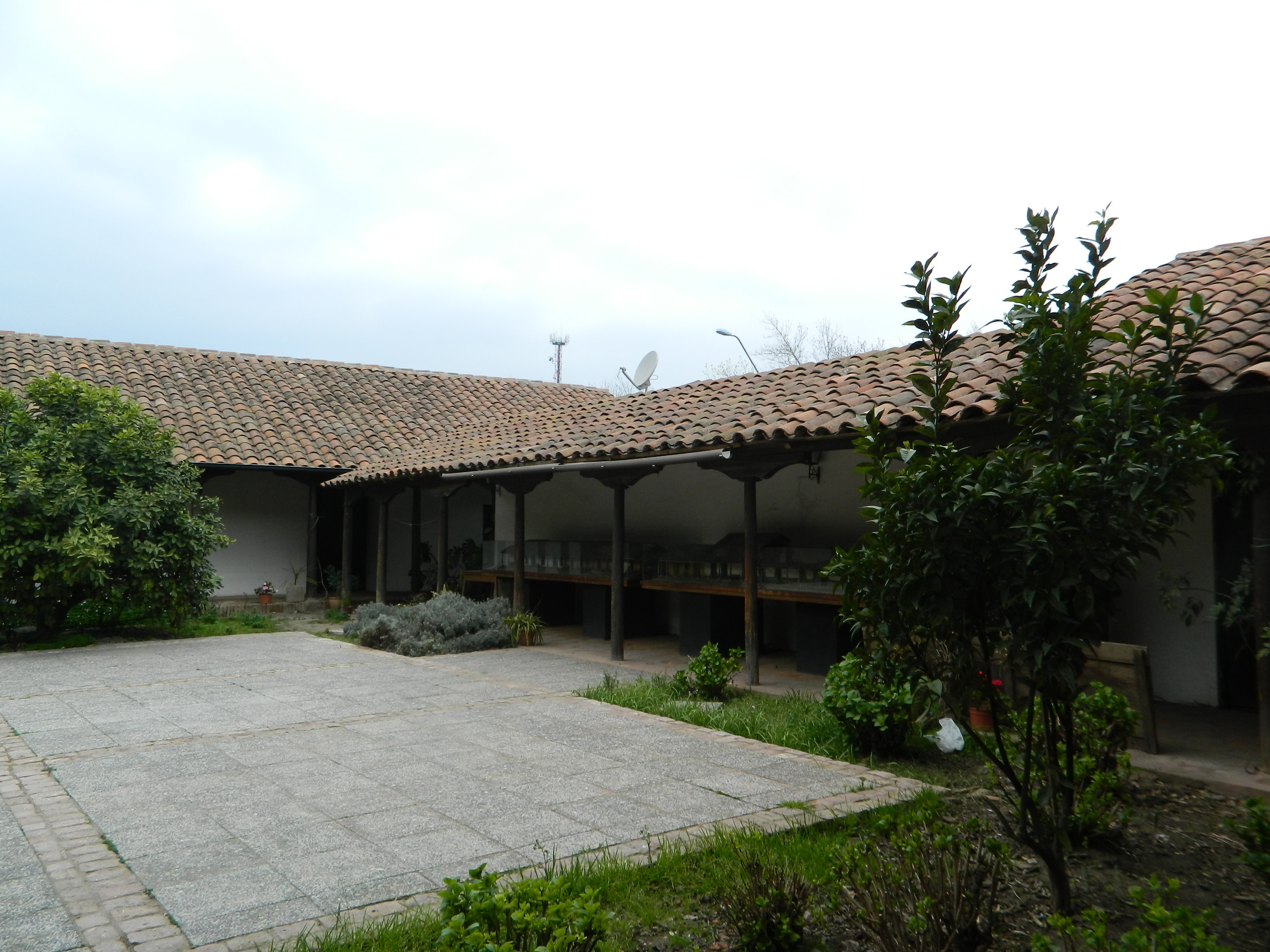
Patio de la casa.
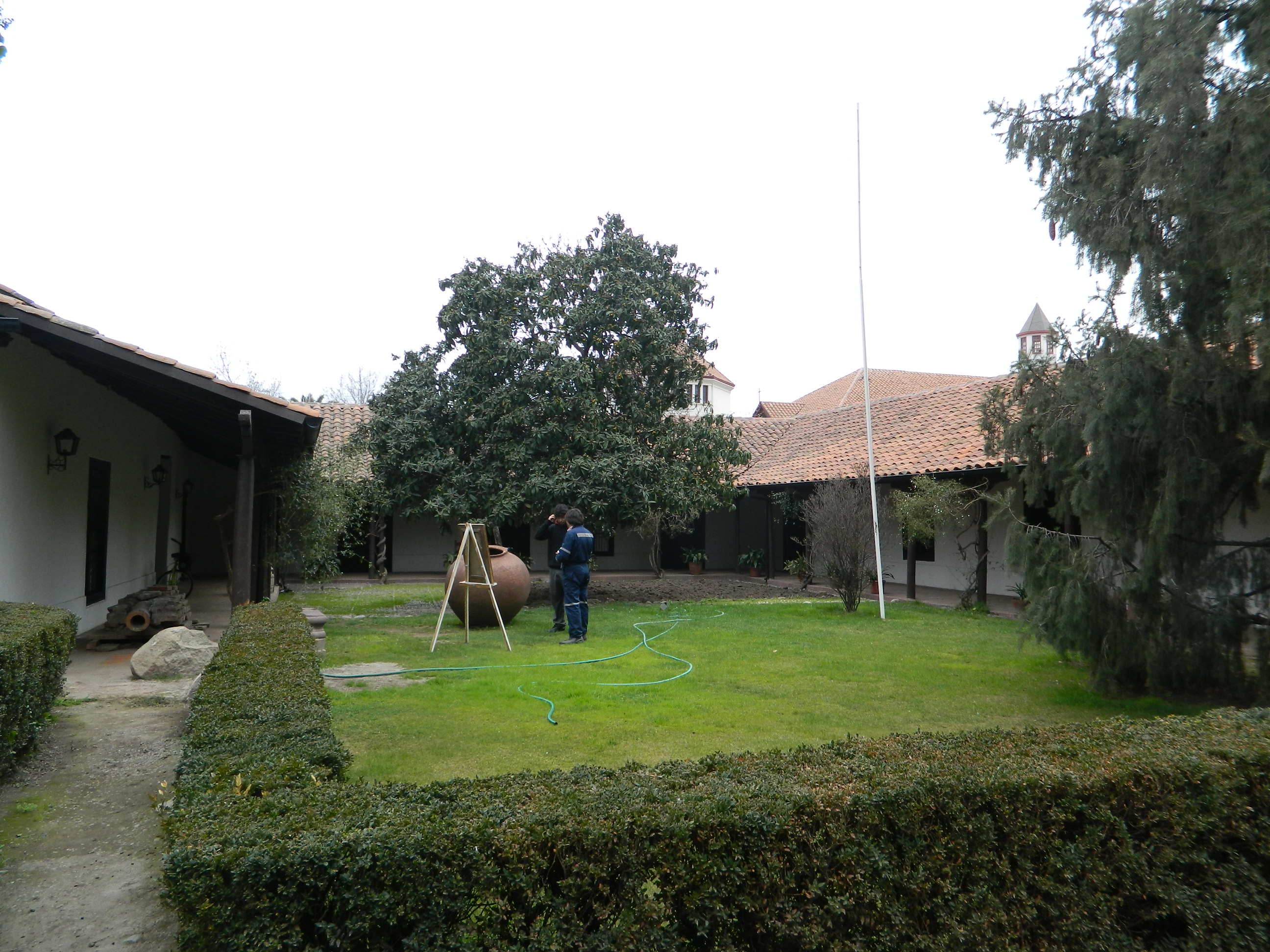
Jardines centrales.

### Salas del museo
En esta casa se exhiben objetos de la colección del museo, organizada en distintas ambientaciones de una casa del siglo XIX en que se puede apreciar un salón, un comedor, un dormitorio, un escritorio y una cocina tradicional. Por otra parte, cuenta con una sala de imaginería y religiosidad popular y una sala de la época de la Independencia, con objetos y documentos de los Padres de la Patria.

## Casa del Pilar de Esquina

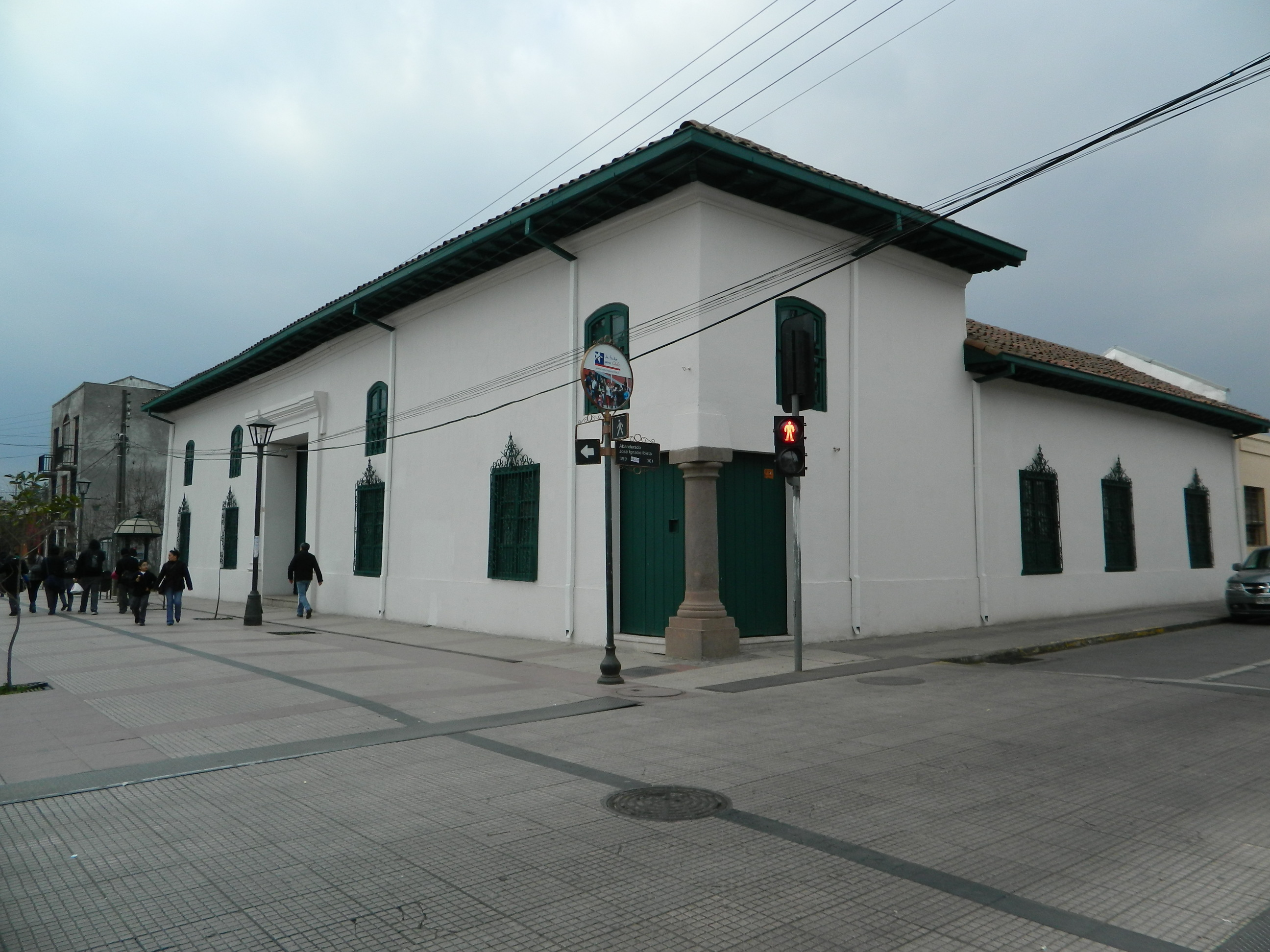
Casa del Pilar de Piedra en 2012.

### Historia
Los antecedentes más antiguos de esta construcción datan de 1780, época en la cual esta propiedad que pertenecía a la familia Inza, pasa a poder de don Fernando Errázuriz Aldunate, quién fue el primer representante de Rancagua en el Congreso de 1811. 
Un año más tarde es adquirida por la familia de don Andrés Baeza de Soto y Córdova. En 1842 los hermanos José Toribio, Manuel Antonio, Ramón, Rafael y Emilio Sotomayor Baeza, encabezados por el primero de ellos, instalaron en ella el primer colegio secundario de Rancagua, antecesor del Liceo de Hombres de Rancagua, que funcionó hasta 1845.
En 1920 comienza a subdividirse, hasta que en 1946 la adquirieron Alejandro Flores Pinaud y su esposa Carmen Moreno Jofré, quienes crearon en 1950, en el ala sur de la casa, el Museo de la Patria Vieja. Dos años después la Dirección de Bibliotecas, Archivos y Museos (DIBAM) (hoy Servicio Nacional del Patrimonio Cultural) adquiere el inmueble y las colecciones. Después de permanecer cerrada por largos años y en un estado deplorable, es restaurada en 1995 por la Dirección de Arquitectura del Ministerio de Obras Públicas de Chile y abierta al público.
En el año 2010 fue casi destruida por el terremoto que afectó a la zona centro y sur del país, reabriendo sus puertas en enero de 2013 tras un trabajo de restauración, junto con construcciones coloniales de Rancagua.

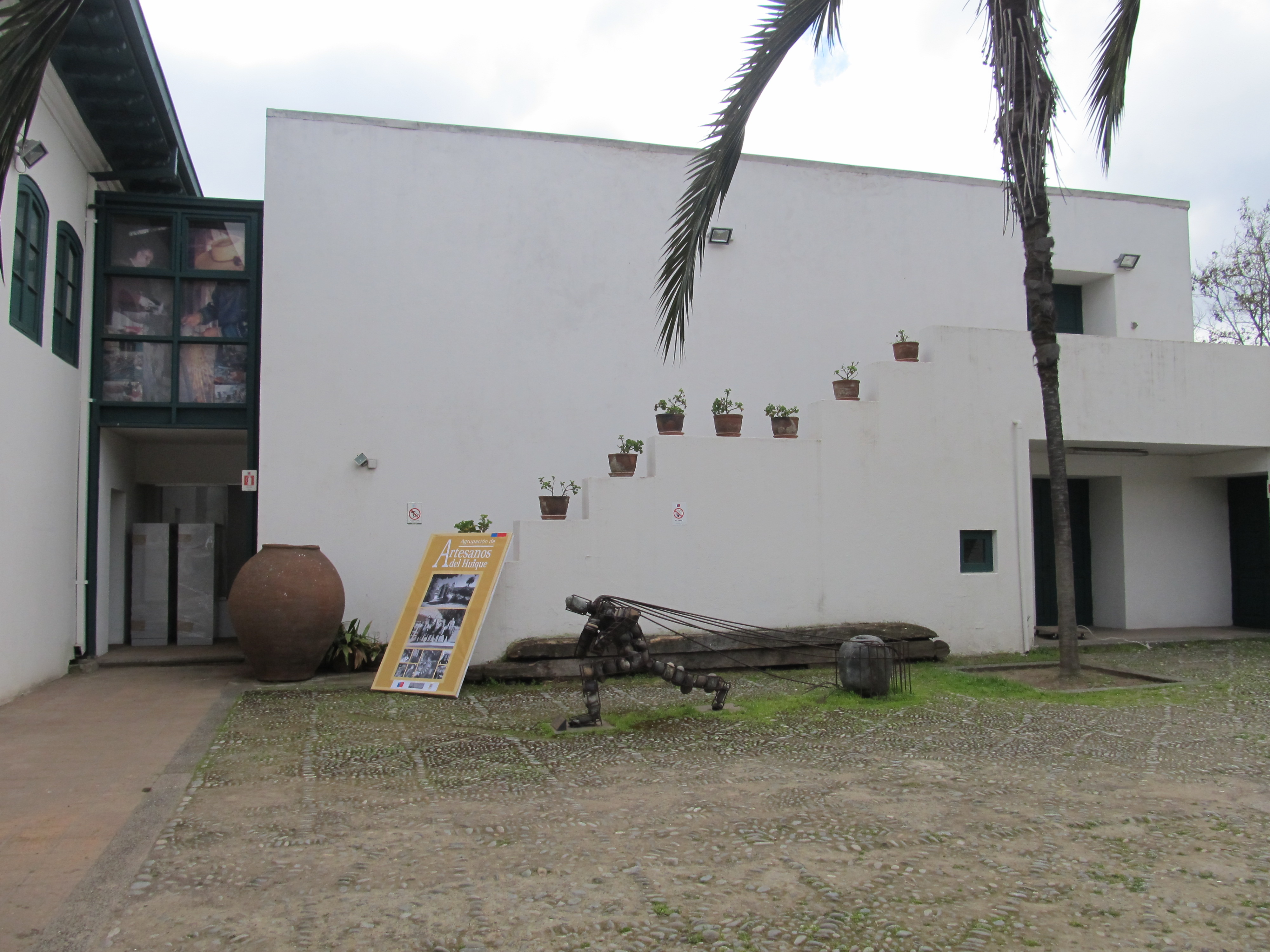
Escalera y escultura.
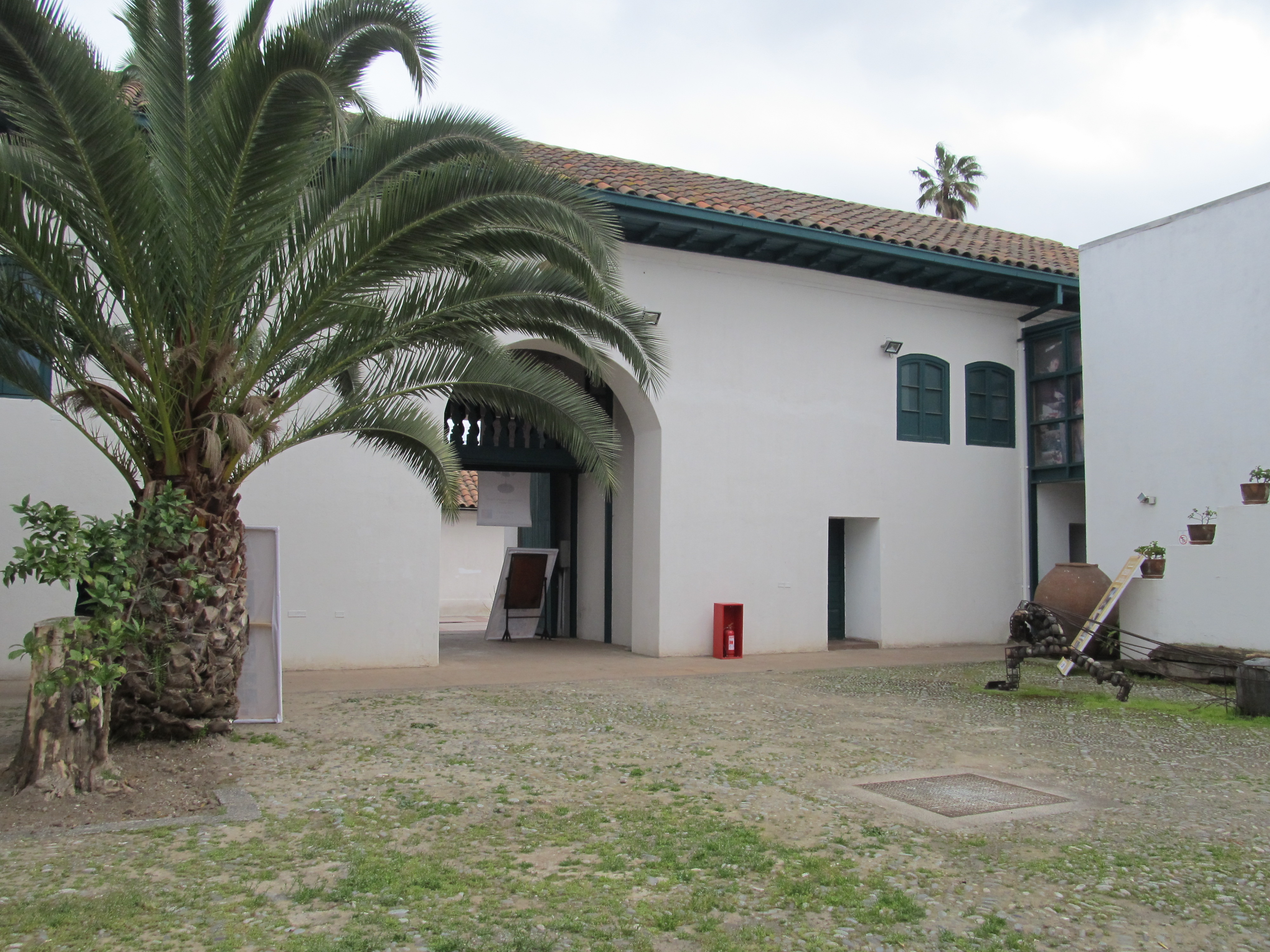
Entrada de la casa.
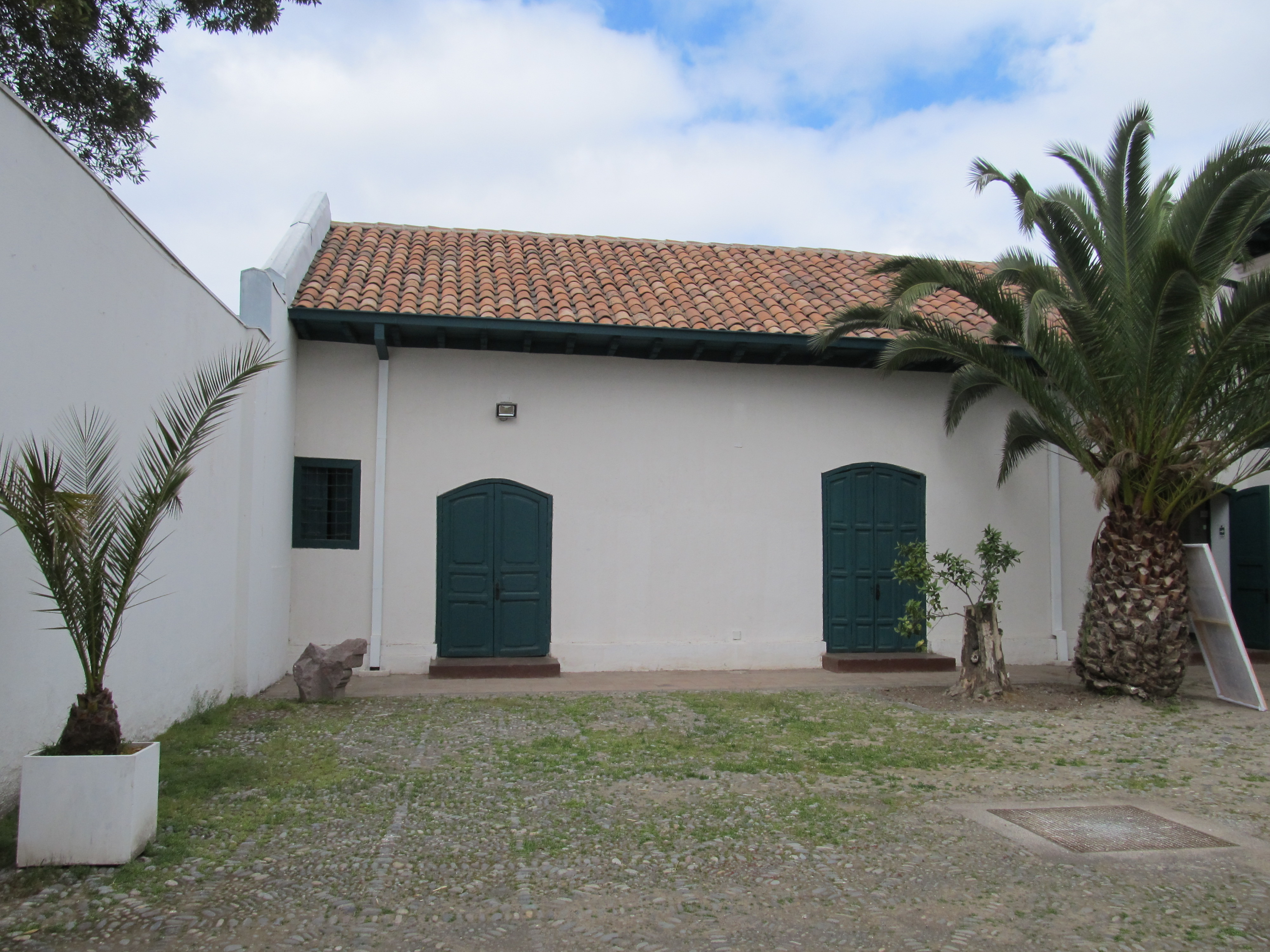
Patio de la casa.

### Salas del museo
En esta casa se realizan exhibiciones temporales con temas diversos como arqueología, artes plásticas, historia regional, fotografía, entre otros. Así también, en este espacio se desarrollan las diversas actividades culturales que organiza el Museo u otras instituciones. 

## Directores
- Héctor González Valenzuela (1953-1978)
- Rodrigo Valenzuela Fernández (1979-1982)
- Carmen del Río Pereira (1983- 2014)
- Mario Henríquez Urzúa (2014- actualidad)